# Balanstraße 23 (München)

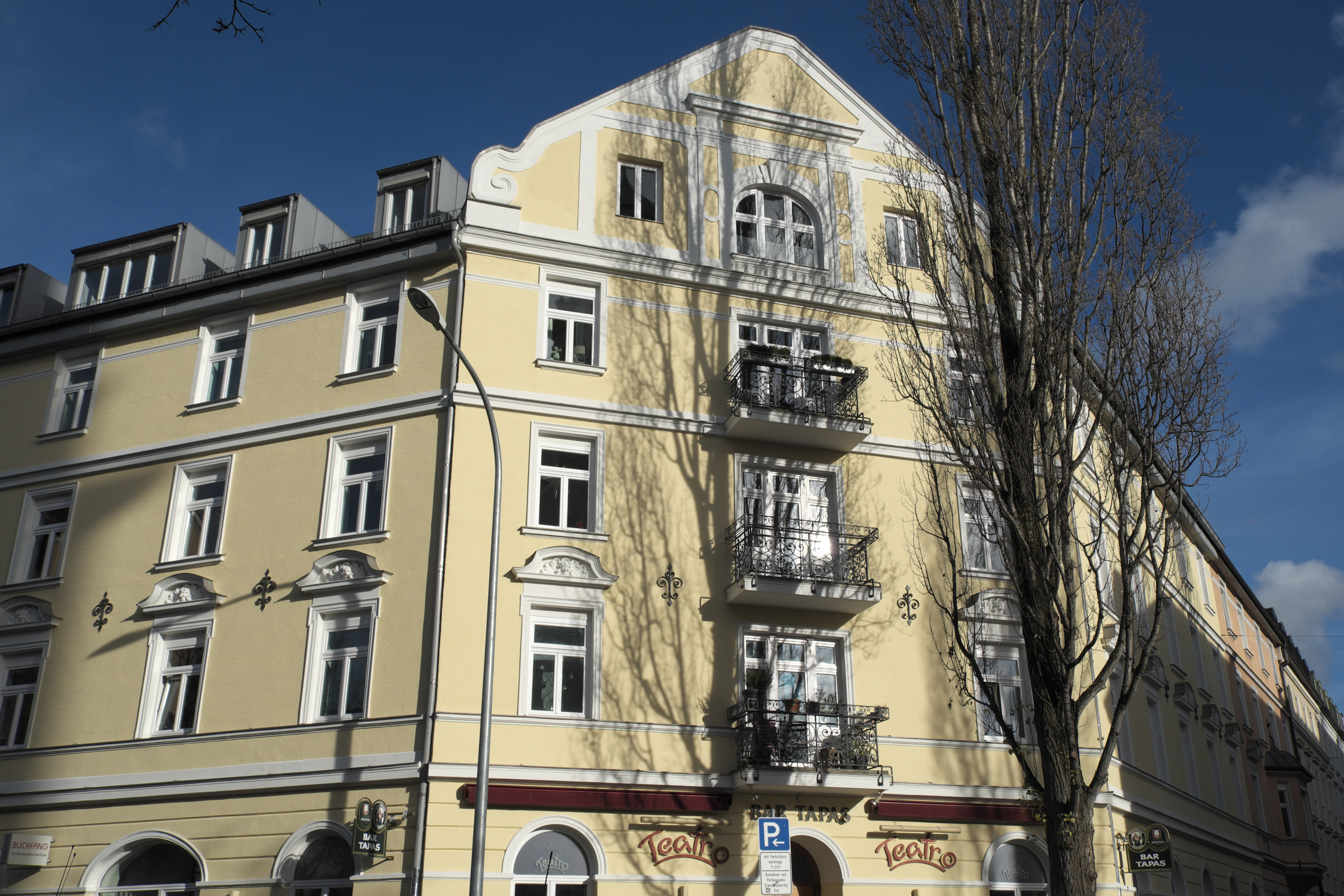
Haus Balanstraße 23 in München-Haidhausen

Das Haus Balanstraße 23 ist ein denkmalgeschütztes Mietshaus im Münchner Stadtteil Haidhausen.
Der neubarocke Bau wurde Ende des 19. Jahrhunderts errichtet. Über der breit abgeschrägten Ecke ist der Giebel mit Stuckdekor geschmückt.

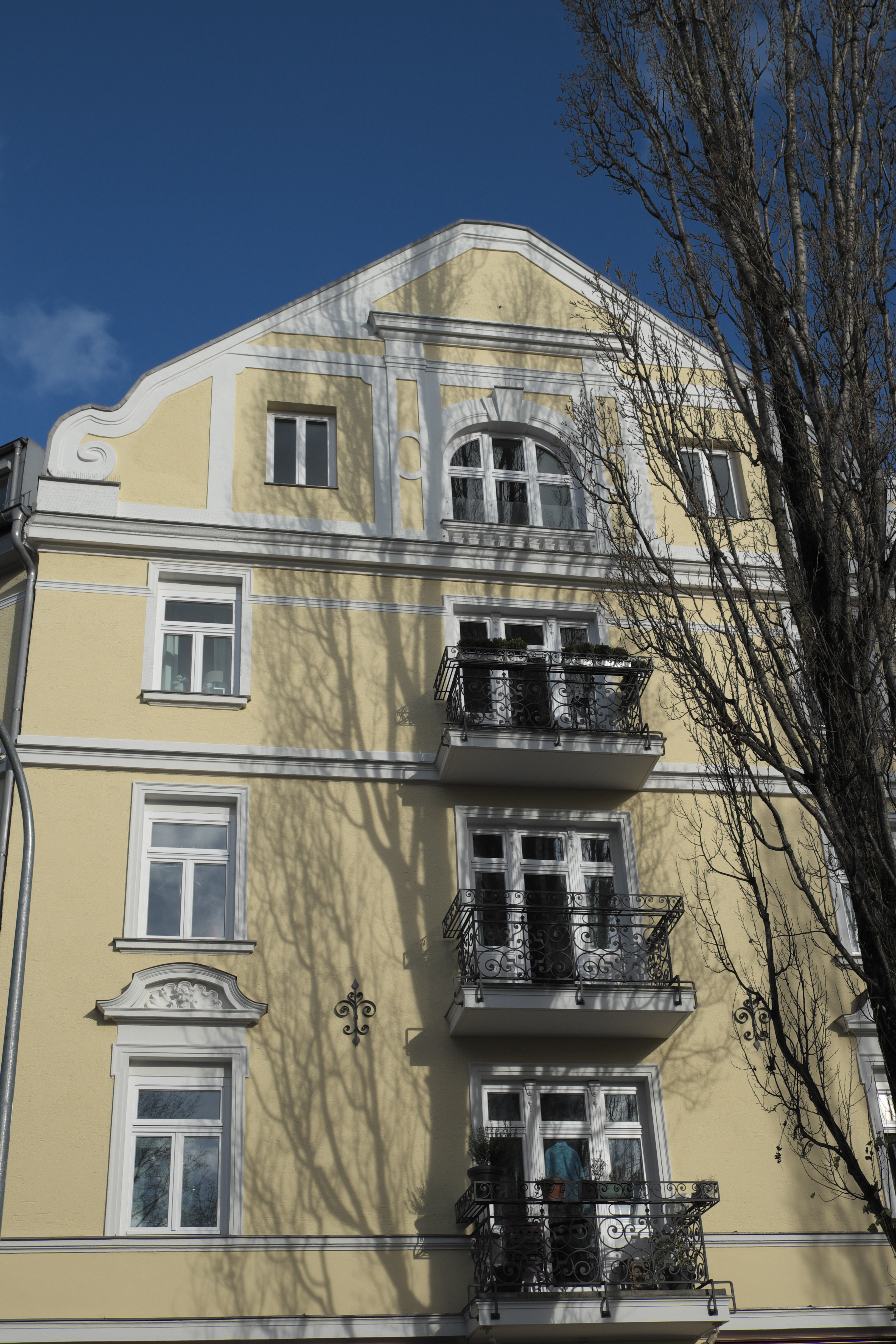
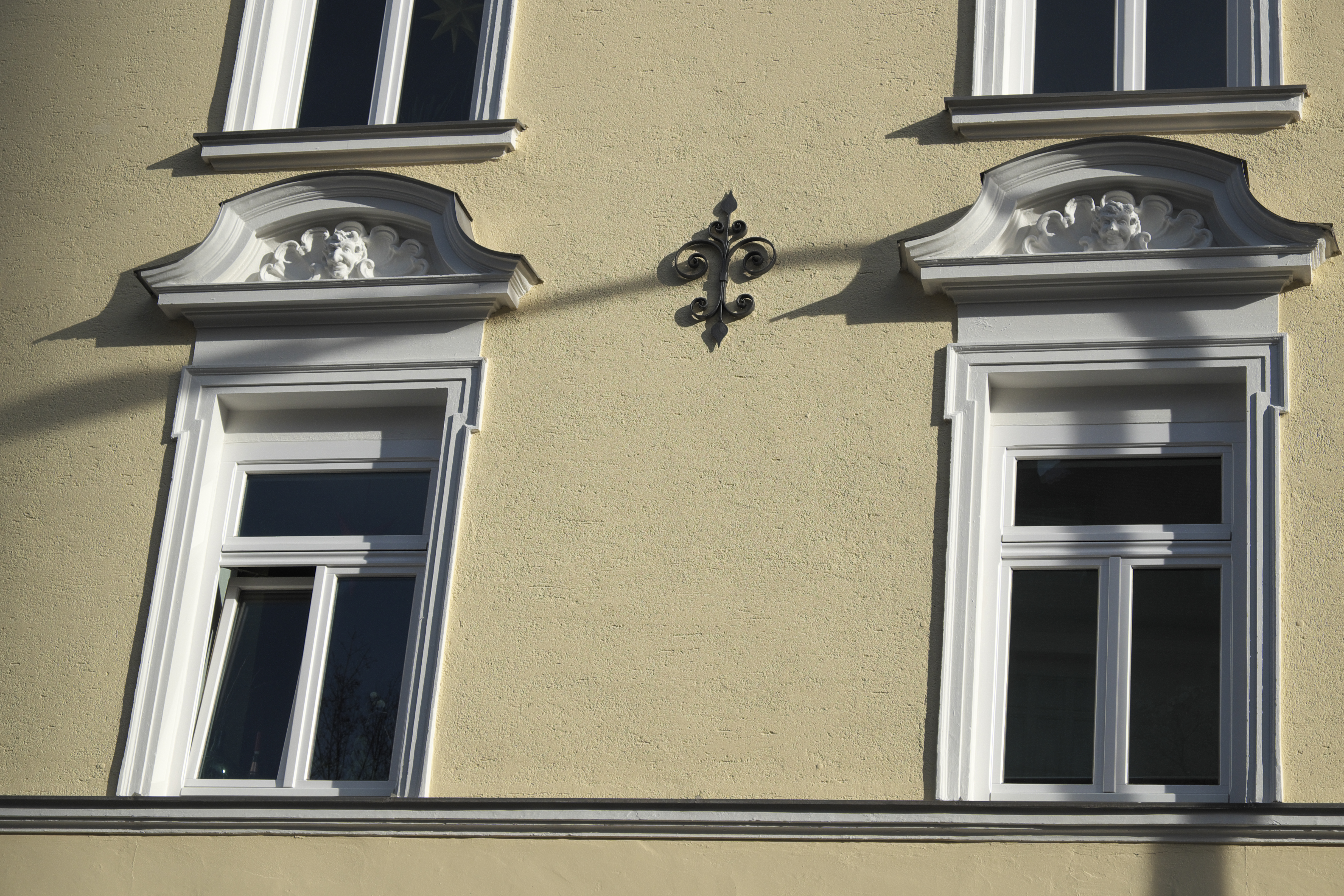
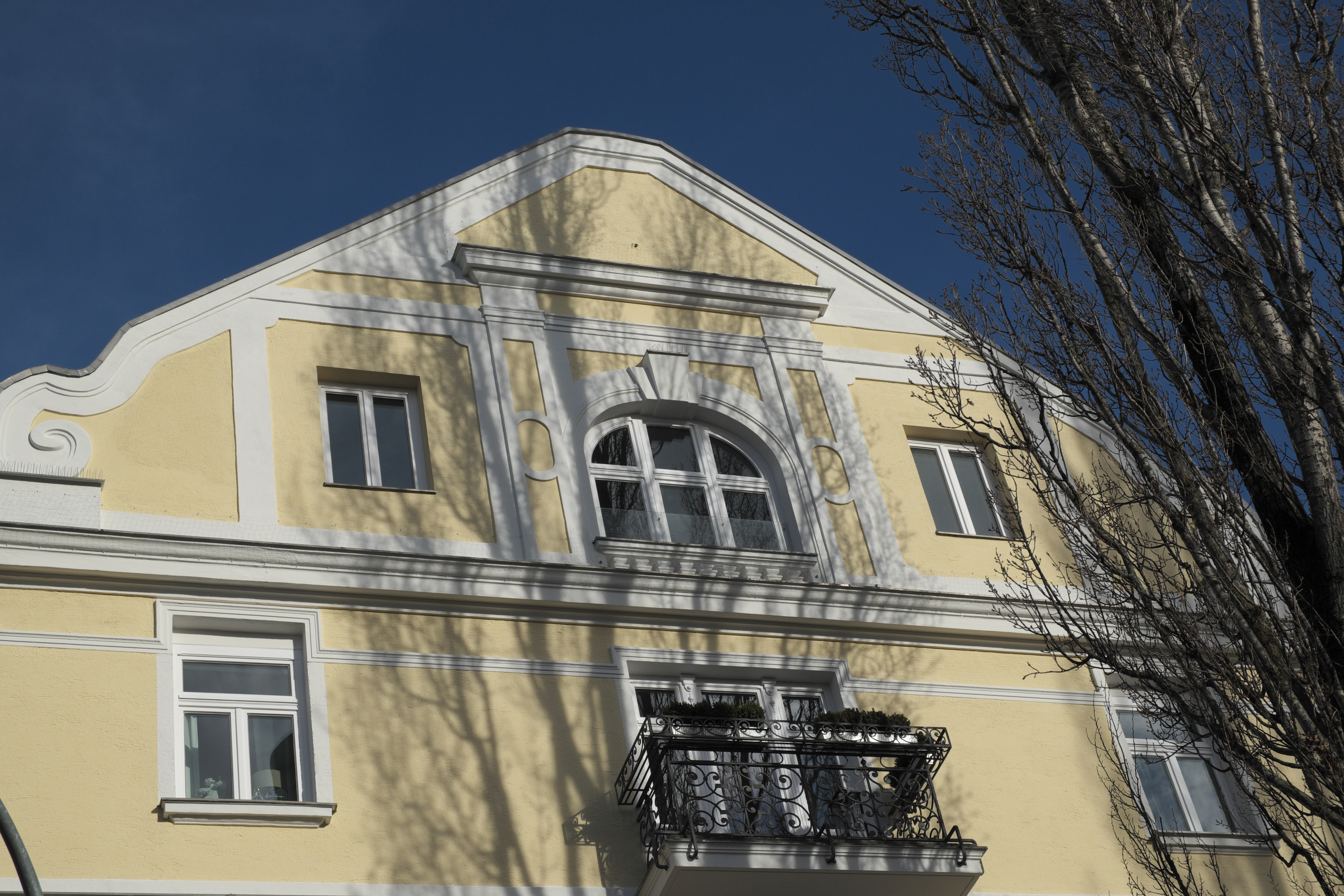